# Эволюционная эпистемология
Эволюцио́нная эпистемоло́гия — теория познания, являющаяся разделом эпистемологии и рассматривающая рост знания как продукт биологической эволюции.
Эволюционная эпистемология основывается на положении, что эволюция человеческого знания, подобно естественной эволюции в животном и растительном мире,— результат постепенного движения по направлению ко всё лучшим теориям. Эту эволюцию, по К. Попперу, можно представить в виде следующей схемы:
P1 → TT → EE → P2.

Проблема (P1) порождает попытки решить её с помощью пробных теорий (tentative theories) (ТТ). Эти теории подвергаются критическому процессу устранения ошибок (error elimination) ЕЕ. Выявленные ошибки порождают новые проблемы P2. Расстояние между старой и новой проблемой часто очень велико: оно указывает на достигнутый прогресс.
Однако, отличие процесса выбраковки теорий от естественного отбора заключается в том, что ученые сознательно элиминируют неудачные гипотезы, критически осмысливают собственные теории. Поппер подчеркивает роль "специфически человеческого языка", который позволяет вывести теоретическое знание за пределы человеческого организма, работать с теорией, как с объектом, критически осмысливать и при необходимости отбраковывать её.

## Критика
В схеме К. Поппера не определена проблема, с которой начинается процесс, поэтому невозможно предположить итог, к которому придет цикл познания. Также "специфически человеческий язык" не включен в работу схемы. Если «Все организмы – решатели проблем: проблемы рождаются вместе с возникновением жизни», и имея в виду, что до появления жизни в природе не было смерти, то смерть – это и есть собственно проблема, создающая те или иные производные (P1,2,...,n), преодолеваемые эволюцией жизни и познания.
Если в работу схемы включить язык, то снимается вопрос качественных переходов познания, когда новые уровни проблем становятся доступны только при наличии нового языка. Как мир планковских единиц описывается только при помощи языка квантовой механики, а не исправлением ошибок в классической механике, что не находит отражения в схеме Поппера. Предлагаемая схема с участием языка:
L1 → P1 → TT → EE → L2 → P2

Где L1 – язык, позволяющий увидеть проблему; L2 – новый язык, позволяющий увидеть новые пространства проблем.

## Представители
- Кэмпбелл, Дональд Томас
- Карл Поппер
- Стивен Тулмин
- Герхард Фоллмер
- Конрад Лоренц